# Rölabackarnas naturreservat
Rölabackarnas naturreservat är ett naturreservat i Sjöbo kommun i Skåne län.
Området är naturskyddat sedan 2020 och är 28 hektar stort. Reservatet ligger nordost om Lövestad och består av ett öldre odlingslandskap kring Djurrödsbäcken och rymmer enefälader, slåtteräng, lövskogspartier och ett rikkärr.